# Џена Елфман
Џена Елфман (енгл. Jenna Elfman) је америчка глумица, рођена 30. септембра 1971. године у Лос Анђелесу (САД).
Џена Елфман рођена је као Jenifer Mari Butala у породици хрватских исељеника. У Лос Анђелесу је завршила високу школу за плесну уметност где је и дипломирала 1989. године. Студирала је драму код једног од најпознатијих наставника у струци, Милтона Кацеласа. Успех у каријери Џене Елфман почиње њеним појављивањем у популарној телевизијској серији Дарма и Грег 1997. године. Добила је Златни глобус за улогу Дарме. Први пут глуми у филму Krippendorfs Tribe годину дана касније са Ричардом Драјфусом. Затим следе успешне улоге у филмовима као што су Ед ТВ (1999) и у врло доброј и забавној комедији са Едвардом Нортоном и Беном Стилером, Веруј у љубав (2001).
Бави се хуманитарним радом. У септембру 2008. године, Џена Елфман се придружује кампањи Charity Water month-long "September Campaign", тражећи донације, како би се прикупио новац за изградњу бушотина за бунаре пијаће воде у Етиопији.

## Филмографија
| Год. | Српски назив                    | Оригинални назив          | Улога          |
| ---- | ------------------------------- | ------------------------- | -------------- |
| 1997 |                                 |                           | Тања           |
| 1998 | Доктор Дулитл                   |                           | Сова (глас)    |
| 1998 |                                 | анђео (непотписана)       |                |
| 1998 |                                 | професорка Вероник Микели |                |
| 1999 |                                 |                           | Шари           |
| 1999 |                                 | Винус                     |                |
| 2000 |                                 |                           | Лорелај (глас) |
| 2000 |                                 | Фиг (глас)                |                |
| 2000 | Веруј у љубав                   |                           | Ана Рили       |
| 2001 |                                 |                           | Оберн          |
| 2003 | Шашава дружина: Поново у акцији |                           | Кејт           |
| 2004 |                                 |                           | Дороти (глас)  |
| 2005 |                                 | Touched                   | Анџела Мартин  |
| 2005 |                                 | супермодел (глас)         |                |
| 2008 |                                 |                           |                |
|      |                                 | Офелија                   |                |
|      |                                 | Дарлин                    |                |